# Saint-Denis-des-Coudrais

Saint-Denis-des-Coudrais este o comună în departamentul Sarthe, Franța. În 2009 avea o populație de 119 de locuitori.